# Franc Uršič (publicist)
Franc Uršič, slovenski narodnoobrambni delavec in publicist, * 3. junij 1896, Štebenj (nem. St. Stefan) Koroška, † 13. april 1951, Ljubljana. 

## Življenje in delo
Uršič se je rodil v družini sedmih otok malemu kmetu in krojaču Lovrencu in materi Ani rojeni Trunk. Osnovno trirazredno šolo je obiskoval v rojstnem kraju, gimnazijo pa v Celovcu (1907–1915). Med prvo svetovno vojno 1915–1918 je bil v avstro-ogrski vojski proviantni častnik, od 1918–1919 v italalijanskem ujetništvu. V letih 1919–1920 je bil jugoslovanski železničar na koroškem plebiscitnem ozemlju. Med 1920–1930 je služboval kot komercialist v Novem mestu, Črnomlju in Ljubljani, bil vodja obmejnih uradov na Jesenicah in vodja carinskega odpravništva na Rakeku; od 1930 uslužbenec pri železniški upravi v Ljubljani s prekinitvijo 1944–1945. Tedaj je deloval kot aktivist OF v komercialnem odseku ljubljanske železniške direkcije, od novembra 1944 do marca 1945 je bil zaprt, nato pa je bil na prisilnem delu v Ribnici do 1. maja 1945, ko je pobegnil v Ljubljano. Čez 10 dni je odšel s skupino Vide Tomšič, v kateri so bili še Bogo Grafenauer, J. Felaher, A. Müller, Jaroslav Šašel, F. Štaudekar, L. Ude, na Koroško. Ko je jugoslovanska vojska 20. maja 1945 na zahtevo Anglije in ZDA zapustila Koroško, je do ureditve železniške uprave v coni B kot delegat jugoslovanskih državnih železnic zastopal njene interese v raznih zavezniških komisijah.
Z narodnoobrambnega področja je objavil članke, mdr.: Nekaj misli (Zora, 1913); Položaj naših bratov pod Avstrijo (Naši obmejni problemi, 1936, psevdonim G. Brodnik); Slovensko kulturno življenje in germanizacija od reformacije do 1848 (Svoboda, 1950); Sto let borbe koroških Slovencev za svoj narodni obstoj (Svoboda, 1950); Spominu Prežihovega Voranca (Koledar slov. Kor., 1951) in Po slovenski zemlji med Dravo in Malaškim Poldnem (1951).